# Ruan Pienaar
Ruan Pienaar (Bloemfontein, 10 de marzo de 1984) es un jugador sudafricano de rugby que juega como medio scrum para el Ulster irlandés del Pro12 y para los Springboks. Es hijo del ex-Springbok Gysie Pienaar, cuya posición era fullback.
Pienaar jugó al rugby escolar en Bloemfontein, en el Grey College. Fue seleccionado en 2002 por la unión de la provincia del Estado Libre para participar en la Craven Week. En 2005 debutó en el Super Rtgby con los Sharks de Durban. En 2010 pasó a jugar en Irlanda del Norte para el Ulster, con el que tenía contrato hasta 2017.
Debutó para los Springboks en el Torneo de las Tres Naciones 2006 contra los All Blacks y formó parte del equipo ganador de la Copa Mundial de Rugby de 2007.
En 2015 fue seleccionado para formar parte de la selección sudafricana que participó en la Copa Mundial de Rugby de 2015. Ha jugado 88 partidos para los Springboks, anotando ocho tries.